# Łukasz Kubot
Łukasz Kubot (16 mei 1982) is een tennisspeler uit Polen. In mei 2009 behaalde hij de finale van het ATP-toernooi van Belgrado, waarin hij verloor van Novak Đoković. Op datzelfde toernooi won hij het mannen-dubbeltoernooi met Oliver Marach. In 2013 haalde hij de kwartfinale op Wimbledon waarin hij verloor van landgenoot Jerzy Janowicz met 5-7, 4-6 en 4-6.

## Palmares
| Legenda                       | Legenda               |
| ----------------------------- | --------------------- |
| Grand Slam                    |                       |
| Olympische Spelen             |                       |
| tot 2009                      | vanaf 2009            |
| Tennis Masters Cup            | ATP Finals            |
| ATP Masters Series            | ATP Tour Masters 1000 |
| ATP International Series Gold | ATP Tour 500          |
| ATP International Series      | ATP Tour 250          |

### Enkelspel
| Nr.                          | Datum             | Toernooi            | Ondergrond | Tegenstander in finale | Score       | Details |
| ---------------------------- | ----------------- | ------------------- | ---------- | ---------------------- | ----------- | ------- |
| Verloren finales             |                   |                     |            |                        |             |         |
| 1.                           | 10 mei 2009       | ATP Belgrado        | Gravel     | Novak Đoković          | 3-6, 6-7(0) | Details |
| 2.                           | 14 februari 2010  | ATP Costa do Sauipe | Gravel     | Juan Carlos Ferrero    | 1-6, 0-6    | Details |
| Gewonnen finales challengers |                   |                     |            |                        |             |         |
| 1.                           | 11 september 2005 | Donetsk             | Hardcourt  | Alexander Peya         | 6-4, 6-2    |         |
| 2.                           | 20 juli 2008      | Oberstaufen         | Hardcourt  | Juan Pablo Brzezicki   | 6-3, 6-4    |         |

### Dubbelspel
| Nr.                          | Datum             | Toernooi            | Ondergrond    | Partner                | Tegenstander in finale                    | Score                        | Details |
| ---------------------------- | ----------------- | ------------------- | ------------- | ---------------------- | ----------------------------------------- | ---------------------------- | ------- |
| Gewonnen finales herendubbel |                   |                     |               |                        |                                           |                              |         |
| 1.                           | 12 april 2009     | ATP Casablanca      | Gravel        | Oliver Marach          | Simon Aspelin Paul Hanley                 | 7-6(4), 3-6, [10-6]          | Details |
| 2.                           | 10 mei 2009       | ATP Belgrado        | Gravel        | Oliver Marach          | Johan Brunström Jean-Julien Rojer         | 6-2, 7-6                     | Details |
| 3.                           | 1 november 2009   | ATP Wenen (1)       | Hardcourt (i) | Oliver Marach          | Julian Knowle Jürgen Melzer               | 2-6, 6-4, [11-9]             | Details |
| 4.                           | 7 februari 2010   | ATP Santiago        | Gravel        | Oliver Marach          | Potito Starace Horacio Zeballos           | 6-4, 6-0                     | Details |
| 5.                           | 27 februari 2010  | ATP Acapulco (1)    | Gravel        | Oliver Marach          | Fabio Fognini Potito Starace              | 6-0, 6-0                     | Details |
| 6.                           | 26 september 2010 | ATP Boekarest       | Gravel        | Juan Ignacio Chela     | Marcel Granollers Santiago Ventura        | 6-2, 5-7 [13-11]             | Details |
| 7.                           | 15 juli 2012      | ATP Stuttgart       | Gravel        | Jérémy Chardy          | Michal Mertiňák André Sá                  | 6-1, 6-3                     | Details |
| 8.                           | 2 maart 2013      | ATP Acapulco (2)    | Gravel        | David Marrero          | Simone Bolelli Fabio Fognini              | 7-5, 6-2                     | Details |
| 9.                           | 26 januari 2014   | Australian Open     | Hardcourt     | Robert Lindstedt       | Eric Butorac Raven Klaasen                | 6-3, 6-3                     | Details |
| 10.                          | 14 juni 2015      | ATP Rosmalen        | Gras          | Ivo Karlović           | Pierre-Hugues Herbert Nicolas Mahut       | 6-2, 7-6(9)                  | Details |
| 11.                          | 26 juli 2015      | ATP Båstad          | Gravel        | Jérémy Chardy          | Juan Sebastián Cabal Robert Farah Maksoud | 6-7(6), 6-3, [10-8]          | Details |
| 12.                          | 27 september 2015 | ATP Metz            | Hardcourt (i) | Édouard Roger-Vasselin | Pierre-Hugues Herbert Nicolas Mahut       | 2-6, 6-3, [10-7]             | Details |
| 13.                          | 25 oktober 2015   | ATP Wenen           | Hardcourt (i) | Marcelo Melo           | Jamie Murray John Peers                   | 4-6, 7-6(3), [10-6]          | Details |
| 14.                          | 30 oktober 2016   | ATP Wenen (2)       | Hardcourt (i) | Marcelo Melo           | Oliver Marach Fabrice Martin              | 4-6, 6-3, [13-11]            | Details |
| 15.                          | 1 april 2017      | ATP Miami           | Hardcourt     | Marcelo Melo           | Nicholas Monroe Jack Sock                 | 7-5, 6-3                     | Details |
| 16.                          | 14 mei 2017       | ATP Madrid          | Gravel        | Marcelo Melo           | Nicolas Mahut Édouard Roger-Vasselin      | 7-5, 6-3                     | Details |
| 17.                          | 17 juni 2017      | ATP Rosmalen        | Gras          | Marcelo Melo           | Raven Klaasen Rajeev Ram                  | 6-3, 6-4                     | Details |
| 18.                          | 25 juni 2017      | ATP Halle (1)       | Gras          | Marcelo Melo           | Alexander Zverev Mischa Zverev            | 5-7, 6-3, [10-8]             | Details |
| 19.                          | 15 juli 2017      | Wimbledon           | Gras          | Marcelo Melo           | Oliver Marach Mate Pavić                  | 5-7, 7-5, 7-6(2), 3-6, 13-11 | Details |
| 20.                          | 5 november 2017   | ATP Parijs          | Hardcourt (i) | Marcelo Melo           | Ivan Dodig Marcel Granollers              | 7-6(3), 3-6, [10-6]          | Details |
| 21.                          | 12 januari 2018   | ATP Sydney          | Hardcourt     | Marcelo Melo           | Jan-Lennard Struff Viktor Troicki         | 6-3, 6-4                     | Details |
| 22.                          | 24 juni 2018      | ATP Halle (2)       | Gras          | Marcelo Melo           | Alexander Zverev Mischa Zverev            | 7-6(1), 6-4                  | Details |
| 23.                          | 7 oktober 2018    | ATP Peking          | Hardcourt     | Marcelo Melo           | Oliver Marach Mate Pavić                  | 6-1, 6-4                     | Details |
| 24.                          | 14 oktober 2018   | ATP Shanghai        | Hardcourt     | Marcelo Melo           | Jamie Murray Bruno Soares                 | 6-4, 6-2                     | Details |
| 25.                          | 24 augustus 2019  | ATP Winston-Salem   | Hardcourt     | Marcelo Melo           | Nicholas Monroe Tennys Sandgren           | 6-7(6), 6-1, [10-3]          | Details |
| 26.                          | 29 februari 2020  | ATP Acapulco (3)    | Gravel        | Marcelo Melo           | Juan Sebastián Cabal Robert Farah Maksoud | 7-6(6), 6-7(4), [11-9]       | Details |
| 27.                          | 1 november 2020   | ATP Wenen (3)       | Hardcourt (i) | Marcelo Melo           | Jamie Murray Neal Skupski                 | 7-6(5), 7-5                  | Details |
| Verloren finales herendubbel |                   |                     |               |                        |                                           |                              |         |
| 1.                           | 29 april 2007     | ATP Casablanca      | Gravel        | Oliver Marach          | Jordan Kerr David Škoch                   | 6-7, 6-1, [4-10]             | Details |
| 2.                           | 28 oktober 2007   | ATP Lyon            | Hardcourt (i) | Lovro Zovko            | Sébastien Grosjean Jo-Wilfried Tsonga     | 4-6, 3-6                     | Details |
| 3.                           | 1 maart 2009      | ATP Acapulco        | Gravel        | Oliver Marach          | František Čermák Michal Mertiňák          | 6-4, 4-6, [7-10]             | Details |
| 4.                           | 14 februari 2010  | ATP Costa do Sauipe | Gravel        | Oliver Marach          | Pablo Cuevas Marcel Granollers            | 5-7, 4-6                     | Detals  |
| 5.                           | 6 februari 2011   | ATP Santiago        | Gravel        | Oliver Marach          | Marcelo Melo Bruno Soares                 | 3-6, 6-7(3)                  | Details |
| 6.                           | 29 april 2012     | ATP Boekarest       | Gravel        | Jérémy Chardy          | Robert Lindstedt Horia Tecău              | 6-7(2), 3-6                  | Details |
| 7.                           | 20 mei 2012       | ATP Rome            | Gravel        | Janko Tipsarević       | Marcel Granollers Marc López              | 3-6, 2-6                     | Details |
| 8.                           | 1 mei 2016        | ATP Estoril         | Gravel        | Marcin Matkowski       | Eric Butorac Scott Lipsky                 | 4-6, 6-3, [8-10]             | Details |
| 9.                           | 19 juni 2016      | ATP Halle           | Gras          | Alexander Peya         | Raven Klaasen Rajeev Ram                  | 6-7(5), 2-6                  | Details |
| 10.                          | 24 juli 2016      | ATP Washington      | Hardcourt     | Alexander Peya         | Daniel Nestor Edouard Roger-Vasselin      | 6-7(3), 6-7(4)               | Details |
| 11.                          | 18 maart 2017     | ATP Indian Wells    | Hardcourt     | Marcelo Melo           | Raven Klaasen Rajeev Ram                  | 7-6(1), 4-6, [8-10]          | Details |
| 12.                          | 6 augustus 2017   | ATP Washington      | Hardcourt     | Marcelo Melo           | Henri Kontinen John Peers                 | 6-7(5), 4-6                  | Details |
| 13.                          | 15 oktober 2017   | ATP Shanghai        | Hardcourt     | Marcelo Melo           | Henri Kontinen John Peers                 | 4-6, 2-6                     | Details |
| 14.                          | 19 november 2017  | ATP Finals          | Hardcourt (i) | Marcelo Melo           | Henri Kontinen John Peers                 | 4-6, 2-6                     | Details |
| 15.                          | 7 september 2018  | US Open             | Hardcourt     | Marcelo Melo           | Mike Bryan Jack Sock                      | 3-6, 1-6                     | Details |
| 16.                          | 16 maart 2019     | ATP Indian Wells    | Hardcourt     | Marcelo Melo           | Nikola Mektić Horacio Zeballos            | 6-4, 4-6, [3-10]             | Details |
| 17.                          | 23 juni 2019      | ATP Halle           | Gras          | Marcelo Melo           | Raven Klaasen Michael Venus               | 6-4, 3-6, [4-10]             | Details |
| 18.                          | 6 oktober 2019    | ATP Peking          | Hardcourt     | Marcelo Melo           | Ivan Dodig Filip Polášek                  | 3-6, 6-7(4)                  | Details |
| 19.                          | 13 oktober 2019   | ATP Shanghai        | Hardcourt     | Marcelo Melo           | Mate Pavić Bruno Soares                   | 4-6, 2-6                     | Details |
| 20.                          | 27 oktober 2019   | ATP Wenen           | Hardcourt (i) | Marcelo Melo           | Rajeev Ram Joe Salisbury                  | 4-6, 7-6(5), [5-10]          | Details |
| 21.                          | 18 oktober 2020   | ATP Keulen 1        | Hardcourt (i) | Marcelo Melo           | Pierre-Hugues Herbert Nicolas Mahut       | 4-6, 4-6                     | Details |
| Gewonnen finales challengers |                   |                     |               |                        |                                           |                              |         |
| 1.                           | 27 juli 2003      | Valladolid          | Hardcourt     | Jun Kato               | Philipp Mukhometov Tripp Phillips         | 4-6, 6-0, 6-1                |         |
| 2.                           | 4 april 2004      | Canberra            | Gravel        | Zbynek Mlynarik        | Stephen Huss Peter Luczak                 | 7-6(3), 6-2                  |         |
| 3.                           | 20 februari 2005  | Joplin              | Hardcourt     | Rik De Voest           | Nicholas Monroe Jeremy Wurtzman           | 7-6(4), 6-4                  |         |
| 4.                           | 3 april 2005      | San Luis Potosí     | Gravel        | Oliver Marach          | Juan Pablo Brzezicki Juan-Pablo Guzman    | 6-1, 3-6, 6-3                |         |
| 5.                           | 31 juli 2005      | Poznań              | Gravel        | Filip Urban            | Adrian Garcia Tomas Tenconi               | 6-7(5), 6-3, 6-2             |         |
| 6.                           | 1 januari 2006    | Doha                | Hardcourt     | Oliver Marach          | Alexey Kedryuk Orest Tereshchuk           | 6-4, 6-1                     |         |
| 7.                           | 2 april 2006      | Napoli              | Gravel        | Tomáš Cibulec          | Simone Bolelli Fabio Fognini              | 7-5, 4-6, [10-7]             |         |
| 8.                           | 15 april 2007     | Casablanca          | Gravel        | Oliver Marach          | Michal Mertiňák Robin Vik                 | 6-3, 6-3                     |         |
| 9.                           | 6 mei 2007        | Tunis               | Gravel        | Oliver Marach          | Marc Fornell-Mestres Lamine Ouahab        | 6-2, 6-2                     |         |
| 10.                          | 20 april 2008     | Busan               | Hardcourt     | Rik De Voest           | Adam Feeney Rameez Junaid                 | 6-3, 6-3                     |         |
| 11.                          | 4 mei 2008        | Lanzarote           | Hardcourt     | Rik De Voest           | Gilles Müller Aisam-ul-Haq Qureshi        | 6-2, 7-6(2)                  |         |
| 12.                          | 25 mei 2008       | Fargʻona            | Hardcourt     | Konstantin Kravtsjoek  | Alexandre Krasnoroutskiy Vaja Uzakov      | 6-4, 6-1                     |         |
| 13.                          | 8 juni 2008       | Prostějov           | Gravel        | Rik De Voest           | Chris Haggard Nicolas Tourte              | 6-2, 6-2                     |         |
| 14.                          | 24 augustus 2008  | Qarshi              | Hardcourt     | Oliver Marach          | Andreas Haider-Maurer Philipp Oswald      | 6-4, 6-4                     |         |
| 15.                          | 26 oktober 2008   | Seoul               | Hardcourt     | Oliver Marach          | Sanchai Ratiwatana Sonchat Ratiwatana     | 7-5, 4-6, [10-6]             |         |
| 16.                          | 9 november 2008   | Bratislava          | Hardcourt (i) | František Čermák       | Alexander Peya Philipp Petzschner         | 6-4, 6-4                     |         |
| 17.                          | 23 november 2008  | Helsinki            | Hardcourt (i) | Oliver Marach          | Eric Butorac Lovro Zovko                  | 6-7(2), 7-6(7), [10-6]       |         |
| 18.                          | 30 november 2008  | Cancun              | Gravel        | Oliver Marach          | Hsin-Han Lee Yang Tsung-hua               | 7-5, 6-2                     |         |

## Prestatietabel
| Legenda | Legenda                          |
| ------- | -------------------------------- |
| g.t.    | geen toernooi gehouden           |
| l.c.    | lagere categorie                 |
| –       | niet deelgenomen                 |
| G       | uitgeschakeld in de groepsfase   |
| 1R      | uitgeschakeld in de eerste ronde |
| 2R      | uitgeschakeld in de tweede ronde |
| 3R      | uitgeschakeld in de derde ronde  |
| 4R      | uitgeschakeld in de vierde ronde |
| KF      | uitgeschakeld in de kwartfinale  |
| HF      | uitgeschakeld in de halve finale |
| F       | de finale verloren               |
| W       | het toernooi gewonnen            |
| w-v     | winst/verlies-balans             |

### Enkelspel
| Grandslamtoernooien  |      |      |      |      |      |      |      |      |
| Australian Open      | –    | –    | 4R   | 2R   | 1R   | 1R   | 1R   | –    |
| Roland Garros        | –    | 1R   | 1R   | 3R   | 3R   | 2R   | 1R   | –    |
| Wimbledon            | –    | –    | 2R   | 4R   | 2R   | KF   | 3R   | –    |
| US Open              | 3R   | –    | 1R   | –    | 1R   | 1R   | –    | –    |
| ATP Finals           |      |      |      |      |      |      |      |      |
| ATP Finals           | –    | –    | –    | –    | –    | –    | –    | –    |
| ATP Masters 1000     |      |      |      |      |      |      |      |      |
| Indian Wells         | –    | –    | –    | 2R   | 2R   | 1R   | 1R   | –    |
| Miami                | –    | –    | 1R   | –    | 1R   | 2R   | 1R   | –    |
| Monte Carlo          | –    | –    | 1R   | –    | 1R   | –    | –    | –    |
| Madrid               | –    | –    | 1R   | –    | –    | –    | 3R   | –    |
| Rome                 | –    | –    | 1R   | 2R   | 2R   | –    | –    | –    |
| Hamburg              | –    | l.c. | l.c. | l.c. | l.c. | l.c. | l.c. | l.c. |
| Montréal/Toronto     | –    | –    | –    | –    | –    | –    | –    | –    |
| Cincinnati           | –    | 1R   | 1R   | –    | 1R   | –    | –    | –    |
| Shanghai             | l.c. | 1R   | 1R   | 1R   | 1R   | –    | –    | 1R   |
| Parijs               | –    | 2R   | –    | –    | –    | –    | –    | –    |
| Olympische Spelen    |      |      |      |      |      |      |      |      |
| Olympische Spelen    | g.t. | g.t. | g.t. | g.t. | –    | g.t. | g.t. | g.t. |
| Statistieken         |      |      |      |      |      |      |      |      |
| Totaal aantal titels | 0    | 0    | 0    | 0    | 0    | 0    | 0    | 0    |
| Eindejaarsranking    | 125  | 101  | 70   | 57   | 74   | 72   | 170  | 471  |

### Dubbelspel
| Grandslamtoernooien  |      |      |      |      |      |      |      |      |      |      |      |      |      |      |      |      |      |      |      |
| Australian Open      | –    | –    | –    | 3R   | –    | HF   | 3R   | KF   | 1R   | 3R   | W    | 2R   | 2R   | 3R   | KF   | KF   | 2R   | 3R   |      |
| Roland Garros        | –    | –    | –    | 3R   | 1R   | 2R   | KF   | 1R   | 2R   | 1R   | KF   | 3R   | HF   | 2R   | 3R   | 3R   | 2R   | 1R   |      |
| Wimbledon            | 2R   | –    | 2R   | 2R   | 2R   | KF   | 1R   | 1R   | –    | 3R   | 2R   | 3R   | 1R   | W    | 2R   | KF   | g.t. | KF   |      |
| US Open              | –    | –    | 1R   | 1R   | –    | 1R   | KF   | –    | 2R   | 1R   | –    | 2R   | KF   | 2R   | F    | 3R   | 1R   |      |      |
| ATP Finals           |      |      |      |      |      |      |      |      |      |      |      |      |      |      |      |      |      |      |      |
| ATP Finals           | –    | –    | –    | –    | –    | G    | G    | –    | –    | –    | HF   | –    | –    | F    | G    | HF   | G    |      |      |
| ATP Masters 1000     |      |      |      |      |      |      |      |      |      |      |      |      |      |      |      |      |      |      |      |
| Indian Wells         | –    | –    | –    | –    | –    | 2R   | –    | 2R   | 1R   | KF   | 2R   | 1R   | 2R   | F    | 1R   | F    | g.t. |      |      |
| Miami                | –    | –    | –    | –    | –    | –    | 1R   | –    | KF   | 2R   | 2R   | –    | 1R   | W    | 1R   | HF   | g.t. | 1R   |      |
| Monte Carlo          | –    | –    | –    | –    | –    | –    | KF   | KF   | –    | 1R   | 2R   | –    | 2R   | KF   | 2R   | KF   | g.t. | 2R   |      |
| Madrid               | –    | –    | –    | –    | –    | –    | KF   | 2R   | –    | HF   | 2R   | –    | 2R   | W    | KF   | KF   | g.t. | KF   |      |
| Hamburg              | –    | –    | –    | –    | –    | l.c. | l.c. | l.c. | l.c. | l.c. | l.c. | l.c. | l.c. | l.c. | l.c. | l.c. | l.c. | l.c. | l.c. |
| Rome                 | –    | –    | –    | –    | –    | –    | HF   | KF   | F    | –    | 2R   | –    | –    | KF   | KF   | HF   | 1R   | 2R   |      |
| Montreal/Toronto     | –    | –    | –    | –    | –    | KF   | –    | –    | –    | 1R   | –    | –    | 1R   | 2R   | 2R   | 1R   | g.t. | 2R   |      |
| Cincinnati           | –    | –    | –    | –    | –    | –    | HF   | –    | –    | 2R   | –    | –    | 1R   | HF   | KF   | KF   | 2R   |      |      |
| Shanghai             | l.c. | l.c. | l.c. | l.c. | l.c. | KF   | HF   | 1R   | –    | –    | 2R   | HF   | 2R   | F    | W    | F    | g.t. |      |      |
| Parijs               | –    | –    | –    | –    | –    | –    | KF   | 1R   | 1R   | 1R   | 2R   | –    | –    | W    | KF   | 1R   | HF   |      |      |
| Olympische Spelen    |      |      |      |      |      |      |      |      |      |      |      |      |      |      |      |      |      |      |      |
| Olympische Spelen    | –    | g.t. | g.t. | g.t. | –    | g.t. | g.t. | g.t. | –    | g.t. | g.t. | g.t. | 2R   | g.t. | g.t. | g.t. | g.t. | 1R   |      |
| Statistieken         |      |      |      |      |      |      |      |      |      |      |      |      |      |      |      |      |      |      |      |
| Totaal aantal titels | 0    | 0    | 0    | 0    | 0    | 3    | 3    | 0    | 1    | 1    | 1    | 4    | 1    | 6    | 4    | 1    | 2    | 0    |      |
| Eindejaarsranking    | 137  | 135  | 64   | 45   | 72   | 12   | 10   | 53   | 39   | 37   | 18   | 29   | 24   | 2    | 9    | 6    | 10   |      |      |